# Guerra dei due Pietri
La guerra dei due Pietri (in spagnolo: Guera de los dos Pedros) venne combattuta dal 1356 al 1375 tra i regni di Castiglia e Aragona. Il suo nome fa riferimento ai nomi dei regnanti dei due paesi coinvolti, Pietro di Castiglia e Pietro IV d'Aragona. Uno storico scrisse a tal proposito che "tutte le secolari lezioni di lotte di confine vennero sfruttate quando i due oppositori si scontrarono in questa lotta."

## Antefatto
All'inizio del XIV secolo, la Castiglia era in rivolta per la locale guerra civile che venne combattuta tra le forze alleate di Pietro di Castigla e del suo fratellastro, Enrico di Trastamara per il diritto alla corona.

## Casus belli

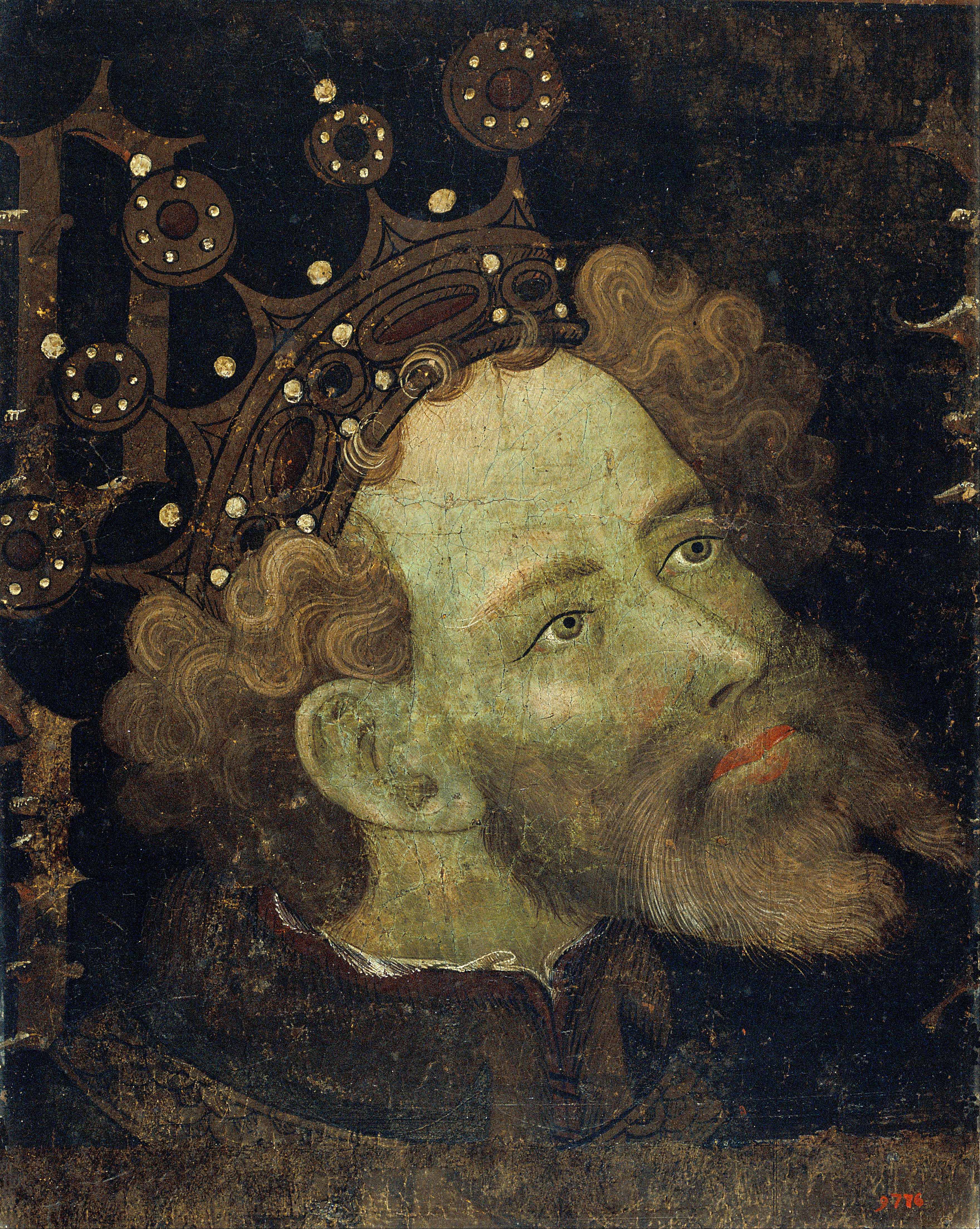
Pietro IV, re d'Aragona, ritratto di Gonçal Peris Sarrià & Jaume Mateu (1427)

Pietro IV d'Aragona decise di supportare Enrico di Trastámara nella sua lotta contro il fratello, ed Enrico venne a sua volta supportato dal comandante francese Bertrand du Guesclin e dalla sua compagnia di uomini. Pietro di Castiglia dal canto suo ottenne il supporto del Regno d'Inghilterra. La Guerra dei due Pietri può essere pertanto considerata un'estensione della Guerra dei Cent'anni oltre che della guerra civile castigliana.
Pietro di Castiglia pretendeva per sé il Regno di Valencia, che includeva parti di Murcia, Elche, Alicante e Orihuela. Pietro d'Aragona era intenzionato a dominare il Mediterraneo in opposizione alla Castiglia ed al potente alleato di quest'ultima, la Repubblica di Genova.
Un incidente navale tra le due potenze era già stato causa di tensioni: una galea catalana, armata da Mossèn Francesc de Perellós, che riportava delle lettere di marca del re aragonese, aiutò la Francia contro l'Inghilterra e tentò di catturare due navi genovesi a Sanlúcar de Barrameda. Genova era alleata della Castiglia. Pietro di Castiglia, a capo della propria flotta, si portò a Tavira ma non riuscì a catturare la nave nemica.

## La guerra nel 1356–1363

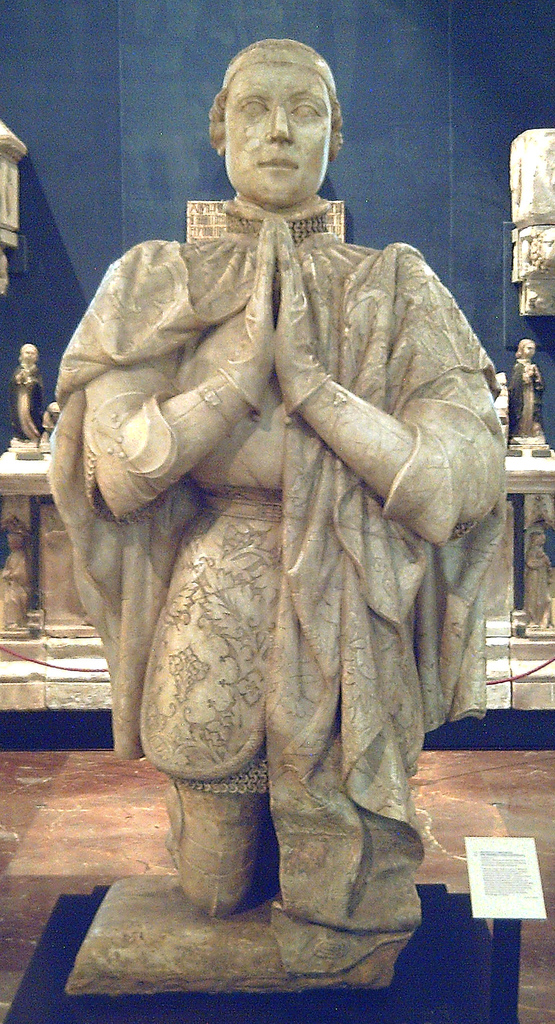
Scultura in alabastro di Pietro il Crudele, 1504

La guerra vera e propria perdurò dal 1356 al 1375, prolungata dal momento che Pietro di Castiglia perdette il suo trono in favore di Enrico di Trastámara. La guerra si svolse principalmente lungo il confine tra Castiglia e Aragona.
Nel 1357, la Castiglia penetrò nell'Aragona e conquistò Tarazona il 9 maggio, prescrivendo poco dopo una tregua momentanea.
All'inizio del 1361, i castigliano conquistarono le fortezze di Verdejo, Torrijos, Alhama, e altre. Ad ogni modo, la pace di Terrer (talvolta indicata come pace di Deza) venne negoziata il 18 maggio 1361, con la quale venne stabilito che tutti i luoghi e castelli conquistati dovessero tornare ai loro signori originari. Bernardo de Cabrera, ambasciatore del re aragonese, negoziò la pace. Pietro IV diede in sposa sua figlia Costanza d'Aragona a Federico III di Aragona e Sicilia.
Nel giugno del 1362, Pietro di Castiglia si incontrò con Carlo II di Navarra a Soria e ne ottenne l'aiuto. Pietro contrattò anche un'alleanza con Edoardo III d'Inghilterra e con suo figlio, Edoardo il Principe Nero.
Con la definizione di questi negoziati, il re castigliano poté invadere il territorio aragonese senza ufficialmente aver prima dichiarato guerra ed il conflitto riprese nuovamente. Il re aragonese si trovava a Perpignan e senza truppe dal momento che aveva abbassato la guardia durante il periodo della tregua. I castigliani presero i castelli di Arize, Atece, Terrer, Moros, Cetina e Alhama. Pietro di Castiglia non fu in grado invece di prendere Calatayud, seppure la attaccò con ogni sorta di macchine da assedio. Fece ritorno poco dopo a Siviglia.
Nel 1363 la Castiglia continuò la sua guerra contro l'Aragona, ed occupò nuovamente Tarazona. Pietro di Castiglia ricevette rinforzi dal Portogallo e dalla Navarra. Nel frattempo il re aragonese negoziò un trattato di pace con la Francia e segretamente concluse un trattato con Enrico di Trastámara. Pietro di Castiglia conquistò quindi Cariñena, Teruel, Segorbe, Morvedre, Almenara, Xiva e Bunyol.
Il nunzio pontificio Jean de la Grange organizzò la pace di Morvedre (Sagunto, 2 luglio 1363) tra i due re. La pace non venne ratificata, ad ogni modo, e le ostilità continuarono. I castigliani penetrarono nel 1363 nel Regno di Valencia e conquistarono Alicante, Caudete, Elda, Gandia e altre città.

## La guerra nel 1363–1369
Dal 1365 al 1369 Pietro di Castiglia si preoccupò principalmente di mantenere la sua posizione al trono castigliano contro Enrico di Trastámara.
La Guerra civile castigliana iniziò nel 1366 e Pietro di Castiglia venne detronizzato. Venne assaltato dal suo fratellastro Enrico di Trastámara alla guida di un gruppo di soldati di fortuna, tra cui figuravano anche Bertrand du Guesclin e Hugh Calveley. Pietro abbandonò il regno senza dar battaglia dopo diverse ritirate (dapprima da Burgos, poi da Toledo ed infine da Siviglia) di fronte al nemico. Pietro si portò col tesoro della corona in Portogallo dove venne freddamente accolto da suo zio, re Pietro I di Portogallo, e poi in Galizia, nella Spagna settentrionale, dove ordinò l'assassinio di Suero, arcivescovo di Santiago, e del suo decano, Perálvarez.
Pietro di Castiglia venne detronizzato nel 1369.

## Valencia e Granada
Il Regno di Granada supportò Pietro di Castiglia nella Guerra dei due Pietri. Le truppe castigliane ed i loro alleati mori invasero la parte meridionale del Regno di Valencia che si presentava politicamente instabile. I castigliani posero assedio inutilmente a Orihuela nel 1364.

## La fine della guerra
La guerra infine si concluse con la pece di Almazán, nel 1375, lasciando incerto il vincitore. La castiglia riprese le proprie comarche che erano passate sotto il governo aragonese, come ad esempio la signoria di Molina. Venne siglato un contratto di matrimonio tra Eleonora d'Aragona, figlia di Pietro IV d'Aragona, e Giovanni I di Castiglia, successore di Enrico II di Castiglia.
Alla miseria della guerra si assommò quella della Peste nera e di altri disastri naturali come degli allagamenti e un'invasione di locuste. Questi eventi furono la causa della rovina dell'economia aragonese che portò ad una decurtazione della popolazione locale. La cattedrale di Tarazona venne distrutta durante la guerra e non venne ricostruita se non molto tempo dopo.
Ad ogni modo, la guerra è ritenuta dagli storici come la base per la formazione del potere amministrativo e militare delle due principali forze che unificheranno la Castiglia e l'Aragona nel secolo successivo.